# Eratoneura uvaldeana
Eratoneura uvaldeana är en insektsart som först beskrevs av Knull 1949.  Eratoneura uvaldeana ingår i släktet Eratoneura och familjen dvärgstritar. Inga underarter finns listade i Catalogue of Life.